# Тихомиров, Павел Васильевич
Павел Васильевич Тихомиров (3 (15) января 1868, Тульская губерния — 1 января 1937, Ленинград) — российский гебраист, богослов, философ.

## Биография
Родился 15 января 1868 года в семье священника.
Окончил Тульское духовное училище (1882) и Тульскую духовную семинарию (1888) и в 1889 году продолжил обучение в Московской духовной академии (МДА), курс богословия в которой завершил в 1893 году со степенью магистра богословия за работу «Пророк Малахия». В 1894—1895 гг. состоял при академии профессорским стипендиатом и слушал лекции по естественным наукам в Московском университете.
В конце января 1894 года был назначен преподавателем греческого языка в Витебскую духовную семинарию. С мая 1895 года исправлял должность доцента по кафедре еврейского языка и библейской археологии Московской духовной академии; в декабре 1897 года перешёл на кафедру истории философии. После защиты в октябре 1903 года магистерской диссертации был утверждён в ноябре доцентом, а в декабре — экстраординарным профессором по кафедре истории философии.
В 1903—1904 годах находился в научной командировке в Германии, регулярно посещая лекции и семинары по философии в университетах Берлина, Галле и Лейпцига.
С октября 1905 по сентябрь 1906 года был приват-доцентом по кафедре философии историко-филологического факультета Императорского Московского университета (история философии религии с половины XVII в.).
С декабря 1906 он занимал должность экстраординарного профессора Нежинского историко-филологического института князя Безбородко и, одновременно, в 1907—1917 годах был приват-доцентом кафедры философии университета Св. Владимира. По совместительству он также читал лекции по логике и философии на вечерних женских курсах профессора Перетца и госпожи Жикулиной (Киев), и по философии — в Киевском коммерческом институте. Был председателем педсовета Нежинской женской гимназии Кушакевич.
В 1913 году Тихомиров участвовал в богословской экспертизе по Делу Бейлиса со стороны защиты; вместе с ним в состав комиссии входили гебраисты И. Г. Троицкий и П. К. Коковцов, а также московский казённый раввин Яков Мазе, доказавшие абсурдность обвинения евреев в употреблении крови для ритуальных целей.
С 1920 по 1922 год был деканом факультета социального воспитания Одесского института народного образования.
В последние годы был профессором Ленинградского университета.
С 1896 года П. В. Тихомиров был членом Московского психологического общества.
Умер в 1937 году. Похоронен на Смоленском православном кладбище.

## Семья
Был женат на дочери профессора МДА В. А. Соколова, Любови Васильевне (1878 — после 1938). Она окончила Московское училище ордена Св. Екатерины («с шифром» в 1896 г.) и Высшие женские курсы Герье (физико-математический факультет в 1908 г.). Служила преподавателем в гимназиях, лаборанткой в бактериологической лаборатории, а после 1918 г. — научным сотрудником Румянцевского музея, архивариусом Центрального архива Октябрьской революции.
Разлад в семье Тихомировых послужил поводом для скандала в МДА, которому посвящены более 100 страниц дела, хранящегося в архиве Синода. В результате и ухаживавший за Любовью Тихомировой профессор В. Н. Мышцын и П. В. Тихомиров покинули академию. И не только. Важнейшей причиной отставки из МДА В. О. Ключевского было то, что он выступил на стороне Тихомирова.

## Публикации
П. В. Тихомировым было написано около ста работ по разной проблематике. В их числе:
- Несколько критических замечаний на книгу г. Чичерина. «Основания логики и метафизики»: Рец.. — [Сергиев Посад.1894].
- Опыты обоснования теизма в новейшей английской философской литературе. — W.
- Knoght. Aspects of Theism. London, 1893. Pp X +220, 2). W. Davidson. Theism as Grounded in Human, historically and critically handled. London, 1893.
- История философии, как процесс постепенной выработки научно-обоснованного и истинного мировоззрения / Свято-Троицкая Сергиева лавра, 1899. — 37 с.
- Новости западной философской литературы: Логика и теория знания. — Сергиев Посад, 1896.
- К вопросу о политических, национальных и религиозных задачах. — Сергиев Посад, [1897].
- Художественное творчество и религиозное познание. — Сергиев Посад, 1897.
- Реализм Спенсера : (Критич. этюд)., [1900].
- Имманентная критика рационального богословия. — Харьков, 1899.
- Православная догматика и религиозно-философское умозрение. — Харьков, 1899.
- Математический проект реформы социологии на началах философского идеализма.
- Вечный мир в философском проекте Канта. — [Сергиев Посад], 1899.
- Типы гносеологических учений. — [Сергиев Посад], 1900.
- Книга П. А. Некрасова: "Философия и логика науки о массовых проявлениях человеческой деятельности (пересмотр оснований социальной физики Кетле). // Математический сборник. Т. 23. 1902: [Рец.]. — Сергиев Посад, 1903.
- Пророк Малахия. — Свято-Троиц. Сергиева лавра, 1903.
- Магистерский коллоквиум П.В. Тихомирова и его речь: Иудейство в 5 веке до Р. Хр. : Пред защитой дис.: "Пророк Малахия" [1903 г. с. XIX + 596] Отт. из "Богослов. вестн." за 1903 г., № 9.
- Академическая свобода и развитие философии в Германии. — [Сергиев Посад], 1905.
- О духовных академиях. — [Москва, 1905].
- Философия в духовной семинарии. — [Москва, 1905].
- Каноническое достоинство реформы Петра Великого по церковному управлению. — [Сергиев Посад], 1904.
- Curriculum vitae и список литературных трудов П. В. Тихомирова. — М., [1906].
- Научные задачи и методы истории философии. — Сергиев Посад, 1907. (Вступ. лекция, прочит. в Ист.-филол. ин-те кн. Безбородко в Нежине 26 января 1907 г.)
- Куно Фишер. — Киев, [1907].
- Очерки по гносеологии: Из лекций, чит. в Моск. ун-те в течение осен. семестра 1906 г. — [Сергиев Посад], 1908.
- Русские ученые о еврейском вероучении: Заключения проф. П. К. Коковцова, П. В. Тихомирова и И. Г. Троицкого на процессе Бейлиса. — СПб., 1914.